# Station Milliken Park
Milliken Park is een spoorwegstation van National Rail in Renfrewshire in Schotland. Het station is eigendom van Network Rail en wordt beheerd door ScotRail. 